# العلاقات الأسترالية التونسية
العلاقات الأسترالية التونسية هي العلاقات الثنائية التي تجمع بين أستراليا وتونس.

## مقارنة بين البلدين
هذه مقارنة عامة ومرجعية للدولتين:
| وجه المقارنة                                              | أستراليا                                   | تونس                                       |
| --------------------------------------------------------- | ------------------------------------------ | ------------------------------------------ |
| المساحة (كم2)                                             | 7.69 مليون                                 | 163.61 ألف                                 |
| عدد السكان (نسمة)                                         | 24.51 مليون                                | 11.53 مليون                                |
| الكثافة السكانية (ن./كم²)                                 | 3.19                                       | 70.47                                      |
| العاصمة                                                   | كانبرا، ملبورن                             | تونس                                       |
| اللغة الرسمية                                             | لغة إنجليزية                               | اللغة العربية                              |
| العملة                                                    | دولار أسترالي، جنيه إسترليني، جنيه أسترالي | دينار تونسي                                |
| الناتج المحلي الإجمالي (بليون دولار)                      | 1.32 تريليون                               | 40.26 مليار                                |
| الناتج المحلي الإجمالي (تعادل القوة الشرائية) بليون دولار | 1.10 تريليون                               | 129.05 مليار                               |
| الناتج المحلي الإجمالي الاسمي للفرد دولار أمريكي          | 56.31 ألف                                  | 3.87 ألف                                   |
| الناتج المحلي الإجمالي للفرد دولار أمريكي                 | 45.92 ألف                                  | 11.44 ألف                                  |
| مؤشر التنمية البشرية                                      | 0.939                                      | 0.721                                      |
| رمز المكالمات الدولي                                      | +61                                        | +216                                       |
| رمز الإنترنت                                              | .au                                        | .tn                                        |
| المنطقة الزمنية                                           |                                            | ت ع م+01:00، توقيت وسط أوروبا، ت ع م+02:00 |

## منظمات دولية مشتركة
يشترك البلدان في عضوية مجموعة من المنظمات الدولية، منها:
| علم المنظمة | اسم المنظمة                               | تاريخ انضمام أستراليا | تاريخ انضمام تونس |
| ----------- | ----------------------------------------- | --------------------- | ----------------- |
|             | يونسكو                                    | 4 نوفمبر 1946         | 8 نوفمبر 1956     |
|             | الفريق المعني برصد الأرض                  | ?                     | ?                 |
|             | مؤسسة التمويل الدولية                     | 20 يوليو 1956         | 25 يوليو 1962     |
|             | المركز الدولي لتسوية المنازعات الاستشارية | 1 يونيو 1991          | 14 أكتوبر 1966    |
|             | منظمة حظر الأسلحة الكيميائية              | ?                     | ?                 |
|             | مؤسسة التنمية الدولية                     | 24 سبتمبر 1960        | 30 ديسمبر 1960    |
|             | منظمة التجارة العالمية                    | ?                     | ?                 |
|             | وكالة ضمان الاستثمار متعدد الأطراف        | 10 فبراير 1999        | 7 يونيو 1988      |
|             | الاتحاد الدولي للاتصالات                  | 27 مايو 1878          | 14 ديسمبر 1956    |
|             | منظمة الشرطة الجنائية الدولية             | ?                     | ?                 |
|             | الاتحاد البريدي العالمي                   | ?                     | ?                 |
|             | الأمم المتحدة                             | 1 نوفمبر 1945         | 12 نوفمبر 1956    |
|             | البنك الدولي للإنشاء والتعمير             | 5 أغسطس 1947          | 14 أبريل 1958     |
|             | المنظمة الهيدروغرافية الدولية             | ?                     | ?                 |

## وصلات خارجية
- موقع وزارة الخارجية الأسترالية
- موقع وزارة الخارجية التونسية